# قوة لورنتس
 قانون القوى الكهرومغناطيسية(بالإنجليزية: Lorentz force)‏ هي القوة المؤثرة على شحنة كهربائية تتحرك في مجال كهربائي أو مجال مغناطيسي. وهي تسمى باسم العالم الهولندي هندريك لورنتس الذي اكتشفها. في المجال المغناطيسي تكون قوة لورنتس أكبر ما يمكن عندما تكون اتجاه حركة الشحنة عمودياً على خطوط المجال المغناطيسي. وإذا تحركت الشحنة في اتجاه موازي لاتجاه خطوط المجال المغناطيسي فلا تنشأ قوة لورنتس. وتعمل قوة لورنتس دائما عمودياً على اتجاه حركة الشحنة وعلى خطوط المجالات المغناطيسية.
في الفيزياء: القوة الكهرومغناطيسية هي القوة التي يفرزها الحقل الكهرومغناطيسي على الجسيمات المشحونة كهربائيا. القوة الكهرومغناطيسية هي المسؤوولة عن انجذاب الإلكترونات والبروتونات في الذرة.
للكشف أو تحقيق القوة الكهرومغناطيسية ندخل قضيب نحاسي داخل دائرة كهربائية وقضيب مغناطيسي في مدرجين عند وضع القضيب النحاسي في الحقل المغناطيسي وغلق الدائرة نلاحظ تدحرج القضيب
نستنتج ان القضيب تأثر بالقوة كهرومغناطيسية.
الكتب الحديثة تعتبر قوة لورنتس هي القوة التي يؤثرها مجال كهرومغناطيسي على شحنة نقطية بصفة عامة. فإذا تحرك جسيم مشحون بالشحنة q بسرعة v في وجود مجال كهربائي E ومجال مغناطيسي B, فإنه يتأثر بقوة قدرها:
{\displaystyle \mathbf {F} =q\left(\mathbf {E} +\mathbf {v} \times \mathbf {B} \right)}
تلك هي المعادلة الأساسية لقوة لورنتس وهي تجمع بين شقين: قوة لورنتس وهي تأثير مجال مغناطيسي على شحنة تتحرك، وشق كهربائي ناشئ عن تأثير مجال كهربائي على شحنة، وتسمى القوة الكهربائية قوة كولوم.
تعني في المعادلة:
F هي القوة (نيوتن)
E هي المجال الكهربائي (فولت لكل متر)
B هي المجال المغناطيسي (تسلا)
q هي الشحنة الكهربائية للجسيم (كولوم)
v هي السرعة الخطية للجسيم (متر لكل ثانية)
القوة الكهربائية الناشئة من مجال كهربائي تكون في اتجاه حركة الجسيم وتزيد من سرعته، والقوة الناشئة من المجال المغناطيسي لا تزيد من سرعة الجسيم ولكنها - طبقا لإشارة الضرب - تكون عمودية على خطوط المجال المغناطيسي وعمودية في نفس الوقت مع اتجاه حركة الجسيم.
يسمى الضرب
{\displaystyle \mathbf {v} \times \mathbf {B} \ }

قاعدة اليد اليمنى في الجداء الاتجهاهي.

جداء اتجاهي. مع ملاحظة أن الحروف المكتوبة غليظا هي كميات متجهة. فمثلا الشحنة q ليست كمية متجهة أما الباقي فكلها كميات متجهة: القوة، وسرعة الجسيم، والمجال الكهربائي، والمجال المغناطيسي.
اتجاه قوة لورنتس المغناطيسية تتبع قاعدة الثلاثة أصابع. ونستخدم أصابع اليد اليسري للشحنات السالبة، ونستخدم اليد اليمنى للشحنات الموجبة، لتتعيين اتجاه القوة.
القوة المؤثرة على شحنة تتحرك في مجال كهرومغناطيسي واسعة التطبيقات. فهي المسؤولة عن إنتاج الطاقة الكهربائية من طاقة الحركة كما في محطات القوى والمولد الكهربائي، وعن إنتاج الحركة من التيار الكهربائي مثلما في محرك كهربائي والمترو وماكينة الحلاقة الكهربائية، وغيرها.

## صياغة قوة لورنتز فينظام وحدات سنتيمتر غرام ثانية
المعادلة السابقة تعطي قوة لورنتز {\displaystyle {\vec {F_{L}}}} المعتادة الاستخدام في التقنية الكهربائية وفي الفيزياء التطبيقية، وهي طبقا لـ النظام الدولي للوحدات SI. بعض الكتب وبعض النشرات العلمية النظرية الإنجليزية والأمريكية تكتب المعادلة بالوحدات المكافئة في نظام وحدات سنتيمتر غرام ثانية cgs:
{\displaystyle {\vec {F}}=q_{\mathrm {cgs} }\left({\frac {\vec {v}}{c}}\times {\vec {B}}_{cgs}\right)}
حيث: {\displaystyle q_{cgs}~} و {\displaystyle {\vec {B}}_{cgs}} مماثلة لنظيرتها في النظام الدولي للوحدات، ويمكن كتابتهم على الصورة المبسطة {\displaystyle q~} و {\displaystyle {\vec {B}}} .
وتعرّف المقادير بالضبط كالآتي:
{\displaystyle q_{\mathrm {cgs} }=q_{\mathrm {SI} }/{\sqrt {4\pi \varepsilon _{0}}}\quad }
و {\displaystyle {\vec {B}}_{\mathrm {cgs} }={\vec {B}}_{\mathrm {SI} }\cdot c\cdot {\sqrt {4\pi \varepsilon _{0}}}\quad }
حيث يدخل فيها سماحية الفراغ {\displaystyle \varepsilon _{0}~} وهي قيمة لها وحدات (لتحويل الحسابات من النظام الدولي للوحدات إلى نظام سنتيمتر غرام ثانية تفضل بالرجوع إلى مقال معادلات ماكسويل).

## تأثير قوة لورينتز على جسيمات مشحونة متحركة

إذا تحرك جسيم مشحون q عموديا على خطوط مجال مغناطيسي (في هذه الحالة خارجا من الصفحة) تنحرف الجسيمات السالبة الشحنة (q < 0)
إلى أعلى ، وتنحرف الجسيمات الموجبة الشحنة(q > 0) إلى أسفل. الجسيمات غير المشحونة لا تتأثر بقوة لورنتز.

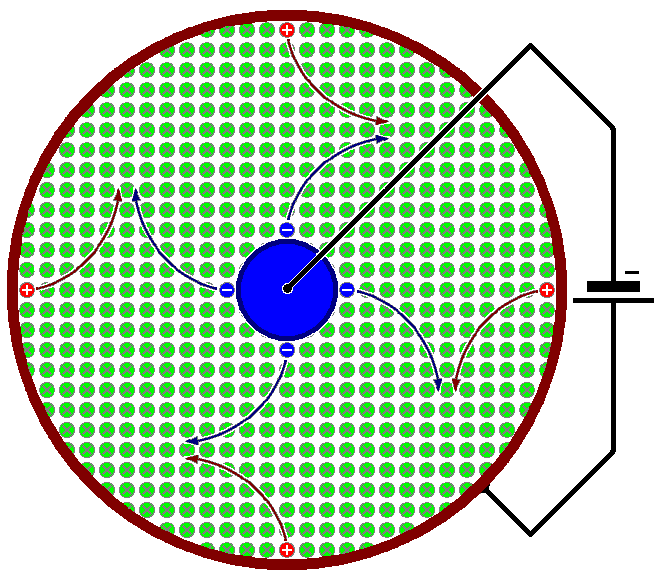
حدوث دوران محلول موضوع في مجال مغناطيسي بسبب انحراف الأيونات الموجودة في المحلول.

الجسيمات المشحونة المستخدمة في الفيزياء هي إلكترونات أو بروتونات أو جسيمات أولية أخرى مشحونة، مثل جسيمات ألفا تتحرك في الفراغ أو أيضا أيونات في محلول.
نظرا لأن اتجاه قوة لورنتز تعتمد على إشارة الشحنة فهي تكون متعاكسة بحسب نوع الشحنة، باعتبار أن اتجاه الشحنات الأولي واحد. ويمكن ان يحدث ذلك لأيونات موجبة في سائل معرضة لمجال مغناطيسي خارجي (أنظر الصورة، المجال المغناطيسي خارجا من الصفحة ومجال كهربائي بين جدار الوعاء والمركز).
وتبلغ قوة لورنتز (الشق المغناطيسي):
{\displaystyle |{\vec {v}}\times {\vec {B}}|=|{\vec {v}}|\,|{\vec {B}}|\,\sin \alpha }
أو:
{\displaystyle |{\vec {F}}_{L}|=|q|\,|{\vec {v}}|\,|{\vec {B}}|\,\sin \alpha \,.}
حيث {\displaystyle \alpha } هي الزاوية بين اتجاه حركة q واتجاه المجال المغناطيسي، أو كثافة التدفق المعناطيسي {\displaystyle {\vec {B}}}.
وإذا كانت حركة الجسيمات المشحونة عمودية على خطوط المجال المغناطيسي، فيكون جيب الزاوي
{\displaystyle \sin \alpha =1} ، وتصبح المعادلة في صورتها المبسطة:
{\displaystyle |{\vec {F}}_{L}|=|q|\,|{\vec {v}}|\,|{\vec {B}}|\,.}

## توضيح
بعض الكتب القديمة تفرق بين «قوة لورنتز»
{\displaystyle F_{L}} وقوة كولوم {\displaystyle F_{C}} فالأولى هي قوة تأثير «مجال مغناطيسي» على جسيمات مشحونة متحركة، وقوة كولوم فهي تأثير «مجال كهربائي» على جسيمات مشحونة متحركة. أما الكتب الحديثة فهي تميل إلى وصف القوة بمركبتين: «مركبة مغناطيسية» {\displaystyle F_{B}} و «مركبة كهربائية» {\displaystyle F_{E}} لقوة لورنتز، أي ترى قوة لورنتز على أنها محصلة
{\displaystyle F_{B}+F_{E}}.

## تعريف عام

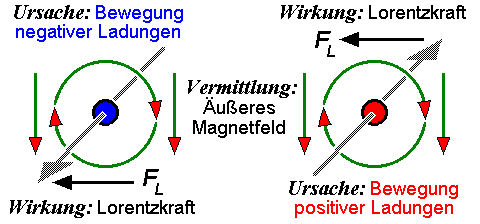
قوة لورنتز على جسيمات سالبة الشحنة (يسار) وعلى جسيمات موجبة الشحنة (يمين) .(المجال المغناطيسي ممثل بأسهم من أعلى إلى أسفل).

إذا تحركت شحنة كهربائية
{\displaystyle q~} بسرعة {\displaystyle {\vec {v}}} في مجال كهرومغناطيسي تحتسب القوة الكلية (قوة لورنتز) المؤثرة على الشحنة كمحصلة مركبنين كالآتي:
{\displaystyle {\vec {F}}={\vec {F_{E}}}+{\vec {F_{B}}}=q\left({\vec {E}}+{\vec {v}}\times {\vec {B}}\right).}
حيث:
{\displaystyle {\vec {F_{E}}}} و {\displaystyle {\vec {F_{B}}}} المركبتان الكهربائية والمغناطيسية: {\displaystyle {\vec {E}}} لتأثير شدة المجال الكهربائي، و {\displaystyle {\vec {B}}} لتأثير كثافة التدفق المغناطيسي،
والعلامة {\displaystyle \times } هي علامة جداء اتجاهي للمتجهات المشتركة.
في حالة عدم وجود مجال كهربائي ({\displaystyle E=0}) نعتبر الحالتين الآتيتين:
- حيث أن القوة {\displaystyle {\vec {F}}} تكون عمودية على كلا من {\displaystyle {\vec {v}}} و {\displaystyle {\vec {B}}} وحاصل ضرب الجداء الثلاثي {\displaystyle {\vec {v}}\cdot {\vec {v}}\times {\vec {B}}} يكون مساويا للصفر - بحسب التعريف - ويصبح الانحراف الجسيم {\displaystyle q\,} الناشيء عن المجال المغناطيسي:

{\displaystyle {\frac {\mathrm {d} W_{kin}}{\mathrm {d} t}}={\frac {m}{2}}\,{\frac {\mathrm {d} {\vec {v}}^{2}}{\mathrm {d} t}}=m{\vec {v}}\cdot {\frac {\mathrm {d} {\vec {v}}}{\mathrm {d} t}}={\vec {v}}\cdot m\cdot {\vec {a}}={\vec {v}}\cdot {\vec {F}}=q\,{\vec {v}}\cdot {\bigl (}{\vec {v}}\times {\vec {B}}{\bigr )}=0}
وبعكس انحراف الجسيم عندما يكون تحت تأثير مجال كهربائي فلا ينتج شغل، بمعنى أن طاقة الحركة لجسيم مشحون يتحرك في مجال مغناطيسي «ثابت» لا تتغير، وبالتالي فإن سرعة الجسيم في مسارها الذي أصبح منحنيا لا تتغير.
(ملحوظة هذا غير التسريع الذي يتعرض له الإلكترون في البيتاترون حيث يكون المجال المغناطيسي فيه متغير).
- إذا كانت حركة الجسيم المشحون في اتجاه خطوط المجال المغناطيسي (المتجهين {\displaystyle {\vec {v}}} و {\displaystyle {\vec {B}}} متوازيان أو متضادان), تصبح {\displaystyle {\vec {F}}} مساوية 0 . أي أنه إذا كانت حركة الجسيم ذو الشحنة {\displaystyle q\,} موازية للمجال المغناطيسي أو في عكس اتجاهه فإن الجسيم لا ينحرف عن مسارة المستقيم.

تعطي قوة لورنتز  الناتجة عن المركبة المغناطيسية بالمعادلة:
{\displaystyle {\vec {F}}_{L}=q\left({\vec {v}}\times {\vec {B}}\right)}
وبالتالي تكون قوة كولوم الناتجة من مجال كهربائي يؤثر على جسيم مشحون متحرك:
{\displaystyle {\vec {F}}_{C}=q{\vec {E}}}

## تأثير قوة لورنتز على سلك كهربائي
قوة لورنتز هي السبب الأساسي في تحويل الطاقة الكهربائية إلى طاقة حركة وبالعكس: إذا مر تيار في سلك عموديا على خطوط مجال مغناطيسي حوله فتؤدي ذلك إلى حركة ميكانيكية للسلك. وبالعكس: إذا تحرك سلك عموديا على خطوط مجال مغناطيسي حوله ينشأ عليه جهد كهربائي، أي يمر فيه فيه تيار كهربائي بالحث.
في تلك العمليات تتحرك إلكترونات التوصيل في السلك المعدني الموصل ونتنتج حولها مجالا معناطيسيا دائريا، فإذا تفاعلت خطوط مجاله مع مجال مغناطيسي آخر خارجي، فإن الشحنات تنزاح جانبيا.

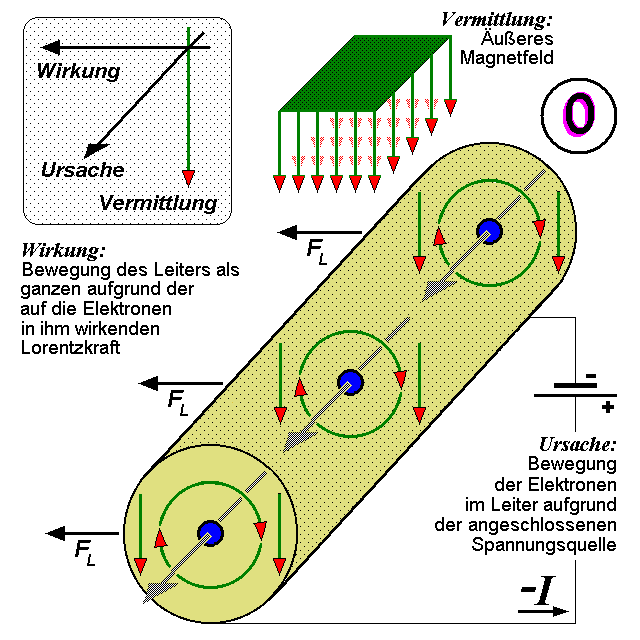
(1) حركة سلك يمر فيه تيار في مجال مغناطيسي بسبب قوة لورنتز المؤثرة على إلكترونات التوصيل في السلك.

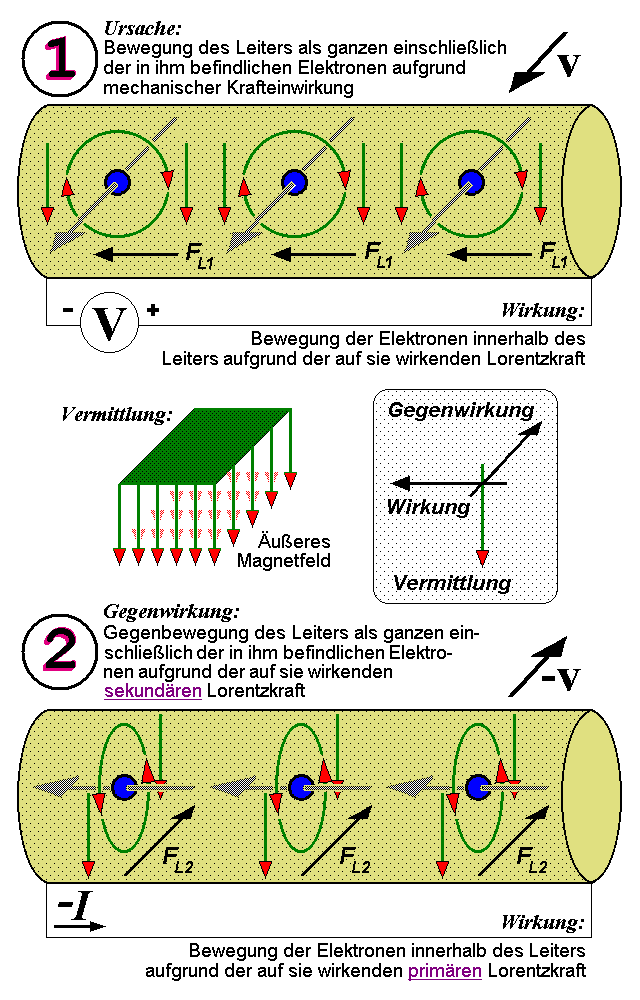
(2) نشأة جهد كهربائي بالحث في سلك يتحرك في مجال مغناطيسي. بسبب قوة لورنتز F_{L1} المؤثرة على إلكترونات التوصيل فيه. ; (3) نشأة قوة لورنتز مضادة F_{L2} وحركة مضادة للسلك بسبب مرور تيار حث فيه.

وقد يحدث ذلك أيضا في محلول يحمل أيونات وإلكترونات كما يحدث في سلك موصل. كما تؤثر تلك القوة على شحنات تتحرك في الفراغ أو الهواء. فكلها تنزاح جانبا عموديا على حطوط المجال المغناطيسي الخارج وعلى اتجاه حركتها.
1. إذا مر تيار (إلكترونات) في سلك موصل وتحرك عموديا على خطوط مجال مغناطيسي فإن الإلكتروتونات ستنزاح جانبا وبالتالي ينزاح السلك ككل.
2. إذ تحرك سلك عرضيا بالنسبة لخطوط مجال مغناطيسي خارجي، تتأثر إلكترونات التوصيل في السلك بقوة لورنتز وتحركت إلى أحد طرفي السلك، فتكثر الإلكترونات في طرف وتقل في الطرف الآخر من السلك، ونتيجة ذلك نشأة جهد كهربائي بين طرفي السلك.هذا الجهد يسمى تاريخيا قوة دافعة كهربائية.
3. إذا ربطنا الآن طرفي السلك بمقاومة من الخارج غير متحركة بالنسبة للمجال المغناطيسي، يكتمل الدورة ويمر تيار لمعادلة الجهد الكهربائي المتولد.
في محرك كهربائي وفي مولد كهربائي يكون المجال المغناطيسي فيه مجرد وسيط - حيث لا يحدث معه تبادل للطاقة. فما يستهلكة المحرك من تيار يمر فيه يتحول إلى طاقة حركة (انزياح السلك جانبا) بسبب قوة لورنتز. وبالعكس: في حالة المولد الكهربائي ما نمد به السلك من حركة فتتحول الطاقة الحركية عن طريق قوة لورنتز إلى طاقة كهربائية.
في محطة قوى مائية يحرك الماء توربينا ومولدا كهربائي وتنتج طاقة كهربائية. ويمكن تحويل تلك الطاقة الكهربائية في المصانع والمنازل إلى طاقة حرارية.
كذلك في محطة قوى تعمل بالفحم، تولد الحرارة الناتجة من احتراق الفحم طاقة حرارية وهي تنتج بخار ماء ذو ضغط عالي، ويوجه بخار الماء بضغطه العالي إلى توربين بخاري ويديره، ويدير التوربين البخاري مولدا كهربائي منتجا كهرباء.

### تحويل الطاقة الكهربائية إلى طاقة حركة
من أجل وصف تلك الخاصيات بمعادلات رياضية بطريقة بسيطة نأخذ قطعة سلك مستقيمة في الاعتبار طولها
{\displaystyle {\vec {\ell }}}
ونفترض انه يقطع عرضيا خطوط مجال مغناطيسي منتظم له كثافة تدفق مغناطيسي.
{\displaystyle B\,}
نمرر الآن تيارا تيارا كهربائيا {\displaystyle I\,} من الخارج حيث تتحرك في السلك إلكترونات التوصيل بسرعة منتظمة قدرها
{\displaystyle {\vec {v}}} .فإذا مر تيار {\displaystyle I\,} خلال فترة زمنية {\displaystyle t\,}
تكون كمية شحنة التي تكون قد مررناها خلال هذا الزمن في السلك قدرها:
{\displaystyle q=I\,t\,}
بالسرعة:
{\displaystyle {\vec {v}}={\frac {\vec {\ell }}{t}}\,}
من أحد أطراف السلك إلى الطرف الآخر (تعادل تلك الحالة الحالة 1 أعلاه.)
ونظرا لأن الشحنة المارة {\displaystyle q\,{\vec {v}}=I\,{\vec {\ell }}}
فيكون مجموع قوى لورنتز المؤثرة على جميع إلكترونات التوصيل في التيار، وبالتالي في قطعة السلك هي:
{\displaystyle {\vec {F_{L}}}=q\,({\vec {v}}\times {\vec {B}})=I\,({\vec {\ell }}\times {\vec {B}})\,,}
ويبلغ المقدار المطلق لهذه المعادلة:
{\displaystyle |{\vec {F}}_{L}|=|I|\,|{\vec {\ell }}|\,|{\vec {B}}|\,\sin \alpha \,}
حيث {\displaystyle \alpha } هي الزاوية بين طول السلك، أي اتجاه التيار I ، واتجاه خطوط المجال المغناطيسي - وبالتالي اتجاه كثافة التدفق المغناطيسي {\displaystyle {\vec {B}}}.
فإذا كان السلك عموديا على خطوط المجال المغناطيسي فتختصر المعادلة حيث أن
{\displaystyle \sin \alpha =1} :
{\displaystyle |{\vec {F}}_{L}|=|I|\,|{\vec {\ell }}|\,|{\vec {B}}|\,.}
إذن تاثير قوة لورنتز على الإلكترونات المارة في السلك تجعل السلك يتحرك. وباختيار شكل أسطواني للنظام المغناطيسي واستبدال السلك المستقيم بملف متكون من عدد كبير من لفات السلك يصبح لدينا محرك كهربائي. يدور المحرك بامداده بتيار كهربائي وينتج حركة نستفيد منها ميكانيكيا.
وطبقا للمعادلة الآخيرة فإن قوة لورنتز الناشئة على السلك (أو الملف) تتناسب مع شدة التيار المسلط من الخارج وتتناسب كذلك تناسبا طرديا مع شدة المجال المغناطيسي ومع طول السلك.

### تحويل طاقة الحركة إلى طاقة كهربائية
عندما يتحرك سلك طوله {\displaystyle l\,} بسرعة ثابتة {\displaystyle {\vec {v}}} عموديا على خطوط مجال مغناطيسي {\displaystyle B\,} تنشأ قوتان: قوة لورنتز {\displaystyle {\vec {F_{L}}}} تعمل على تسيير إلكترونات في السلك من طرف إلى آخر، والقوة الأخرى هي قوة كولوم {\displaystyle {\vec {F_{C}}}} التي تؤثر على الإلكترونات بسبب الجهد الكهربائي الناشيء عن انفصال الإلكترونات في طرفي السلك:
{\displaystyle {\vec {F}}_{L}+{\vec {F}}_{C}=0\Leftrightarrow {\vec {F}}_{C}=-{\vec {F}}_{L}\Leftrightarrow q\,{\vec {E}}=-q\,({\vec {v}}\times {\vec {B}})}
هاتان القوتان تكونان متساويتين ومتضادتين.
وباختصار الشحنة الكلية {\displaystyle q\,} في المعادلة والجداء الثلاثي لمتجه طول السلك {\displaystyle {\vec {\ell }}} نحصل على جهد الحث {\displaystyle U_{\mathrm {ind} }\,}:
{\displaystyle U_{\mathrm {ind} }={\vec {\ell }}\cdot {\vec {E}}=-{\vec {\ell }}\cdot ({\vec {v}}\times {\vec {B}})=({\vec {\ell }}\times {\vec {B}})\cdot {\vec {v}}}
فإذا كانت الثلاثة متجهات عمودية على بعضها البعض، يتبسط الجداء l·(v×B)=(l×v)·B ويصبح جهد الحث:
{\displaystyle U_{\mathrm {ind} }=-|{\vec {\ell }}||{\vec {v}}||{\vec {B}}|}
أي يتناسب جهد الحث تناسبا طرديا مع شدة المجال المغناطيسي ومع طول السلك ومع سرعة السلك في المجال المعناطيسي.
و تعني الإشارة السالبة في المعادلة أن جهد الحث {\displaystyle U_{\mathrm {ind} }\,} يكون دائما في اتجاه مرور تيار الحث (قاعدة لورنتز). وعندما نوصل طرفي السلك بمقاومة R (وهي لا تتحرك في المجال المغناطيسي) تتكون دائرة كهربائية يتعادل فيها جهد الحث. في نفس الوقت يكون حاصل الضرب {\displaystyle I_{ind}\cdot R} مساويا للصفر (طبقا القانون الثاني لكيرشوف)، فنحصل على:
{\displaystyle U_{\mathrm {ind} }+I_{\mathrm {ind} }\cdot R=0\Leftrightarrow {I_{\mathrm {ind} }}={\frac {-U_{\mathrm {ind} }}{R}}={\frac {{\vec {\ell }}\cdot ({\vec {v}}\times {\vec {B}})}{R}}={\frac {-({\vec {\ell }}\times {\vec {B}})\cdot {\vec {v}}}{R}}}
أي أن تيار الحث {\displaystyle I_{\mathrm {ind} }}
الناشيء يناسب طرديا مع شدة المجال المغناطيسي ومع طول السلك ومع سرعة مرور السلك في المجال المغناطيسي، ويتناسب عكسيا مع المقاومة الخارجية.

## تعريف الأمبير
تستخدم قوة لورنتز منذ عام 1948 في تعريف الأمبير وهو التعريف الحالي، وينص على:
«الأمبير هو شدة تيار كهربائي منتظم الذي يمر في سلكين متوازيين إلى مالا نهاية في الفراغ، ويكون مقطع السلكين دائرايا ومهملا المقطع، محدثا قوة كهرومغناطيسية قدرها 2 · 10−7 نيوتن لكل متر من السلكين.»

## تطبيقات قوة لورنتز في التكنولوجيا
- في المحركات الكهربائية، والمولدات الكهربائية، ودينامو الدراجة،
- أنظمة توجيه وانحراف الإلكترونات في أنبوب الأشعة المهبطية وفي أجهزة التلفزيون ذات الصمام الإلكتروني الضخم (موديلات حتى عام 2003 قبل ظهور أجهزة التلفاز الرقيقة)، وفي معجلات السينكلوترون التي تسمح بمرور نوع معين من الأيونات .
- في تطبيقات تأثير هول ومجسات هول.
- محطات القوى المائية.
- مطياف الكتلة.
- في مكبرات الصوت وفي الميكروفونات.
- في الحقن المغناطيسي للبلازما في مفاعل الإندماج النووي مثلما في توكاماك وستلاراتور.
- في الطب، حقن مواد غير سائلة من دون إبرة .

## قوة لورنتز في ظواهر طبيعية
يحدث انحراف ريح شمسية عن طريق المجال المغناطيسي في حزام فان آلن الإشعاعي بعيدا عن الأرض بواسطة قوة لورنتز . إذ تتكون الريح الشمسية من جسيمات مشحونة عالية السرعة (عالية الطاقة) وتبعدها عن الوصول إلى سطح الأرض فتضر بالأحياء عليها. جزء من تلك الجسيمات يتوجه أيضا عن طريق مغناطيسية الأرض ليهبط على الأرض من ناحية القطبين، وينشأ عنها ظاهرة الشفق القطبي.

## اقراأيضا
- تآثر كهرومغناطيسي
- محرك أحادي القطب
- حقل مغناطيسي
- محاثة
- حث كهرومغناطيسي
- محاثة متبادلة
- خوذة الإله
- مغناطيسية حديدية
- إثارة (مغناطيسية)